# Андрухи
Андрухи (пољ. Andrychy) је село у Пољској које се налази у војводству Подласком у повјату Колнењском у општини Грабово.
Од 1975. до 1998. године ово насеље се налазило у Ломжињском војводству.